# كأس قبرص 1993–94
كأس قبرص 1993–94 هو الموسم 52 من  كأس قبرص. أقيم خلال الفترة 1 ديسمبر 1993 وحتى 28 مايو 1994، والذي يشرف على تنظيمه اتحاد قبرص لكرة القدم، وكان عدد الأندية المشاركة فيه  50، وفاز فيه نادي أومونيا.